# 2625 Jack London
2625 Jack London (1976 JQ2) là một tiểu hành tinh vành đai chính được phát hiện ngày 2 tháng 5 năm 1976 bởi N. Chernykh ở Nauchnyj.